# Trnokrčka chacoská
Trnokrčka chacoská (Acanthochelys pallidipectoris) je druh želvy z čeledi matamatovití. Vyskytuje se v Argentině, Paraguayi a Bolívii. Přirozeným prostředím jsou pro trnokrčky chacoské subtropické nebo tropické vlhké horské lesy. Stejně jako ostatní druhy rodu Acanthochelys se zahrabává do bahna, když potoky vyschnou. Jde o ohrožený taxon.